# Лауритцен, Лау (младший)
Лау Лауритцен (младший) (дат. Lau Lauritzen; 26 июня 1910, Вайле — 12 мая 1977, Копенгаген) — датский кинорежиссёр, актёр и сценарист. Один из основателей киностудии «ASA Filmudlejning».

## Биография
Родился в 1910 году в Вайле в семье известного датского актёра и режиссёра немого кино Лау Лауритцена (старшего). Получил необходимые в кинематографе навыки, работая на киностудиях Великобритании, Германии, Франции и Бельгии. По возвращении в Данию работал на студии «Palladium». И актёрский, и режиссёрский дебюты состоялись в 1934 году. Первый фильм Лауритцена как режиссёра — фарсовая комедия Ud I den kold sne  — был поставлен совместно с Алисой О’Фредерикс. В тандеме с ней Лауритцен поставил в общей сложности 27 фильмов в 1930-е — 1940-е.
В 1937 году Лауритцен вместе с Йоном Ольсеном и Хеннингом Крамарком основал киностудию «ASA Filmudlejning» и стал её художественным руководителем. Только за годы немецкой оккупации Дании Лауритцен поставил на студии 22 фильма. С 1940-х он, помимо Алисы О’Фредерикс, занимался режиссурой вместе с Бодил Ипсен. С ней вместе он завоевал главный приз Каннского кинофестиваля (за фильм «Красные луга» вместе с ещё десятью лентами) и трижды в течение четырёх лет получил датскую национальную кинопремию «Бодил» (в 1949, 1951 и 1952 годах). Также Лауритцен завоёвывал эту награду один, в 1954 году.
Свой последний фильм Лауритцен поставил в 1969 году. Умер 12 мая 1977 в Копенгагене. Похоронен на кладбище при церкви Хорсхольма.